# Lac Wiyâshâkimî
Der Lac Wiyâshâkimî ist ein See in der kanadischen Provinz Québec in der Nähe der Hudson Bay.
Bis 2016 war der See als Lac à l’Eau Claire oder Lac Wiyasakami (englisch Clearwater Lakes, deutsch Klarwassersee) bekannt. Der neue offizielle Name kommt aus der Cree-Sprache. In der Innu-Sprache heißt der See Allait Qasigialingat.
Der See wird aus zwei miteinander verbundenen kreisförmigen Teilseen gebildet. Er befindet sich im Kanadischen Schild.
Die beiden Teilseen werden durch eine Reihe von Inseln – ähnlich einer gepunkteten Linie – getrennt. Somit besteht der Lac à l’Eau Claire aus einem Ost- und einem Westteil.
Die Fläche beträgt 1383 km², die Nettowasserfläche 1253 km², die Wasseroberfläche liegt bei 241 m, die maximale Wassertiefe bei 178 m.
Die Koordinaten der beiden Teilseen sind:

östlicher Teilsee: (56° 3′ 44″ N, 74° 6′ 50″ W)

westlicher Teilsee: (56° 13′ 50″ N, 74° 29′ 13″ W)
Der Name des Sees leitet sich von seinem klaren Wasser ab. Der Entdecker und Geologe Albert Peter Low beschrieb bereits im Jahr 1896 das außergewöhnlich klare Wasser des Sees. Tatsächlich gibt es allein in Québec 25 Seen mit demselben Namen.
Der Lac à l’Eau Claire ist nach dem Lac Mistassini der zweitgrößte natürliche See in Québec.

## Einschlagkrater
Die beiden Teilseen füllen kreisförmige Depressionen, welche beide als Impaktkrater verifiziert wurden.
Der östliche Krater hat einen Durchmesser von 26 km, der westliche Krater von mindestens 36 km.
Bis vor kurzem galten beide Krater als gleich alt, 290 ± 20 Millionen Jahre (Perm) und es wurde seit 1965 allgemein angenommen, dass sie im Zuge des Einschlags eines Doppelasteroiden gleichzeitig entstanden. Neuere Altersdatierungen an Impaktiten beider Krater mittels der Argon-Argon-Datierung ergaben jedoch deutlich unterschiedliche geologische Alter. Der westliche Krater ist demnach 286,2 ± 2,6 Millionen Jahre alt (frühes Perm), der östliche Krater hat dagegen ein Alter von 460–470 Millionen Jahren (Ordovizium). Zudem sind auch die Zusammensetzung der jeweiligen Impaktgesteine, deren geophysikalische Eigenschaften (Natürliche Remanenz) sowie der geochemische Fingerabdruck der jeweiligen Meteoriten für beide Impaktkrater unterschiedlich. Die Clearwater-Krater bilden daher, wie auch die beiden kleineren Suvasvesi-Krater in Finnland, ein nur scheinbares Impaktkraterpaar.

## Mikroklima
Wegen seiner Größe hat der See einen Einfluss auf das regionale Mikroklima, wie es durch das Vorkommen von bestimmten Pflanzenarten belegt wird.
Obwohl das Seeufer hauptsächlich von borealen Pflanzenarten besiedelt ist, sind die zentral gelegenen Inseln im westlichen Teilsee durch arktische Arten gekennzeichnet, was diese zu einer arktischen Enklave machen.

## Geplanter Provinzpark
Ein großes Gebiet im Umkreis des Sees, einschließlich Lac Guillaume-Delisle, Lacs des Loups Marins, Petit Lac des Loups Marins  und Lac D’Iberville, ist Gegenstand einer Untersuchung in Vorbereitung eines neuen Provinzparks.
Der vorgesehene Park wäre mit 15.549 km² der größte Park in Québec (ausgenommen Wildnisreservate).